# Ornacieux
Ornacieux est une ancienne commune française située dans le département de l'Isère, en région Auvergne-Rhône-Alpes. Depuis le 1er janvier 2019, elle est une commune déléguée d'Ornacieux-Balbins.

## Géographie

### Situation et description

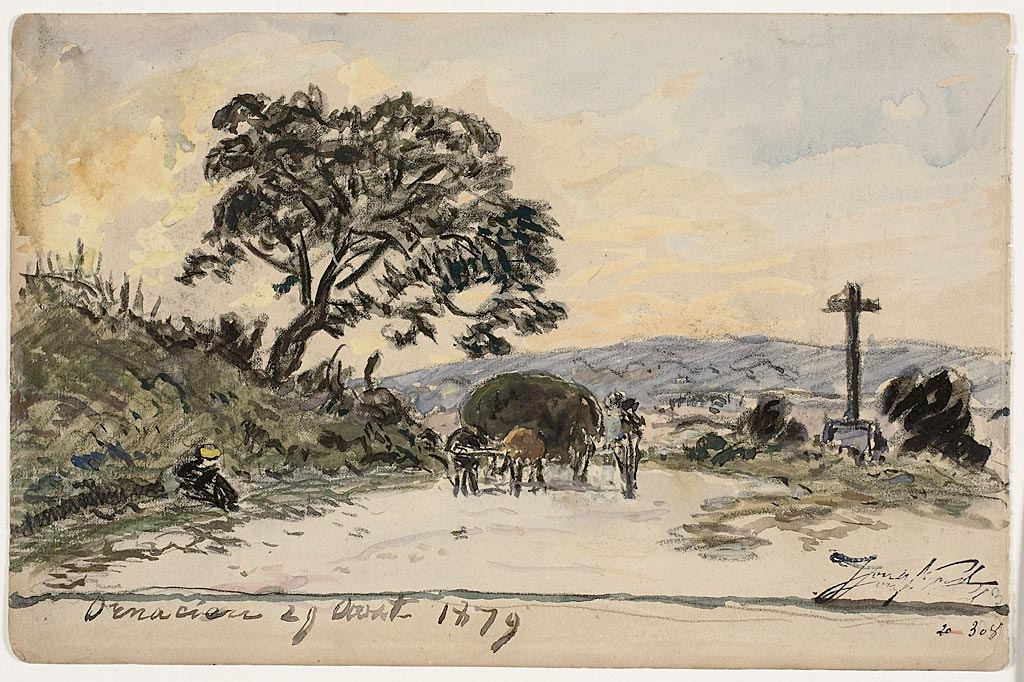
Ornacieux par Johan Barthold Jongkind (1879).

Ornacieux est une des communes de la Plaine de la Bièvre.

## Histoire
Au temps des Romains, un ancien Turrecionicum, une voie romaine, traversait le village. Cette voie, qui partait de Vienne (Isère), allait en direction de l’Italie.
Il y aurait eu dans les temps antiques un oppidum gaulois. Ce sommet va connaître tout naturellement des évolutions qui le conduiront à être converti en motte (les premiers châteaux en bois sont appelés mottes) puis en château fort vers l'an mille. En effet, on retrouve dès 1107 la notion de « castrum Ornaciacum ». Pour l'étude des noms de lieux-dits, il est important d’ajouter ici que Guigues le Vieux, qui avait ordonné au XIe siècle la fortification du château fort, a voulu que celui-ci soit entouré totalement de vignes .
Après quelques passages du duché de Savoie à celui du Dauphiné, la seigneurie d’Ornacieux va connaître quelques évolutions et former au XVIIe siècle le marquisat d’Ornacieux (1645). Mais, avec le temps, le château a été détruit. En fait, il fut démantelé, dans la moitié du XVIIe siècle, sous ordre de Louis XIII, tout comme des centaines d’autres en France. Ceci explique qu'il n'y a que quelques restes. De plus, du fait que les pierres aient été réutilisées dans la construction des maisons du village il ne reste pratiquement rien au sommet. Actuellement, sur ce sommet nu, on y trouve une croix dédiée à la Bienheureuse Béatrix d'Ornacieux. Malgré cela, le marquisat restera encore jusqu’à la fin du XVIIIe siècle (1789).

En 1789 les paysans vivant dans les possessions seigneuriales du marquis d'Ornacieux refusent de payer ce qu'ils lui doivent tant qu'il n'aura pas montré les « titres originaux et primitifs » qui justifient l'existence de ses droits féodaux et seigneuriaux.
Pour en revenir au château, il ne reste qu'une bâtisse appelée Château de Grand-Maison qui témoigne par quelques pans de murs, datant du XIIIe siècle, de son existence. Bien sûr, ce petit château a connu quelques évolutions et de nombreux agrandissements. On peut penser que ceci lui a valu d'être perçu comme le nouveau château, à la suite de la destruction du château féodal.
Tout ne tourne pas qu’autour du château aujourd’hui disparu (quoique). Il faut aussi parler d’un autre bâtiment : il s’agit de la chapelle des Templiers. En effet, une chapelle des Templiers avait été construite et entourée d’un cimetière. De nos jours, à son emplacement se trouve l’atelier d’un menuisier dont la porte serait celle de la chapelle.
Le 1er janvier 2019, la commune fusionne avec Balbins pour former la commune nouvelle d'Ornacieux-Balbins dont la création est actée par un arrêté préfectoral du 26 septembre 2018.

### Héraldique
| Blason de Ornacieux | Blason  | Écartelé au 1er et au 4e d'or au dauphin d'azur crêté, barbé, loré ; peautré et oreillé de gueules, au 2d d'azur à la porte de ville flanquée de deux tours d'argent ouverte, ajourée et maçonnée de sable, coulissée aussi d'argent, au 3e d'azur à la tête de cheval avec col d'or et au chef cousu de sable chargé de trois croisettes aussi d'or. |
| Blason de Ornacieux | Détails | Le statut officiel du blason reste à déterminer. |

## Politique et administration
| Période                                  | Période   | Identité         | Étiquette | Qualité      |
| ---------------------------------------- | --------- | ---------------- | --------- | ------------ |
| mars 2008                                | mars 2014 | M. Michel Durieu |           | Retraité EDF |
| mars 2014                                | En cours  | M. Hubert Janin  | SE        | Artisan      |
| Les données manquantes sont à compléter. |           |                  |           |              |

## Démographie
L'évolution du nombre d'habitants est connue à travers les recensements de la population effectués dans la commune depuis 1793. Pour les communes de moins de 10 000 habitants, une enquête de recensement portant sur toute la population est réalisée tous les cinq ans, les populations de référence des années intermédiaires étant quant à elles estimées par interpolation ou extrapolation. Pour la commune, le premier recensement exhaustif entrant dans le cadre du nouveau dispositif a été réalisé en 2008.

En 2016, la commune comptait 410 habitants, en évolution de +1,74 % par rapport à 2010 (Isère : +3,07 %, France hors Mayotte : +2,11 %).
| 1793 | 1800 | 1806 | 1821 | 1831 | 1836 | 1841 | 1846 | 1851 |
| ---- | ---- | ---- | ---- | ---- | ---- | ---- | ---- | ---- |
| 435  | 486  | 482  | 495  | 495  | 515  | 483  | 506  | 509  |

| 1856 | 1861 | 1866 | 1872 | 1876 | 1881 | 1886 | 1891 | 1896 |
| ---- | ---- | ---- | ---- | ---- | ---- | ---- | ---- | ---- |
| 487  | 501  | 429  | 419  | 396  | 404  | 376  | 377  | 338  |

| 1901 | 1906 | 1911 | 1921 | 1926 | 1931 | 1936 | 1946 | 1954 |
| ---- | ---- | ---- | ---- | ---- | ---- | ---- | ---- | ---- |
| 352  | 325  | 321  | 285  | 271  | 253  | 261  | 249  | 223  |

| 1962 | 1968 | 1975 | 1982 | 1990 | 1999 | 2006 | 2008 | 2013 |
| ---- | ---- | ---- | ---- | ---- | ---- | ---- | ---- | ---- |
| 221  | 219  | 166  | 191  | 191  | 228  | 348  | 382  | 399  |

| 2016 | - | - | - | - | - | - | - | - |
| ---- | - | - | - | - | - | - | - | - |
| 410  | - | - | - | - | - | - | - | - |

## Lieux et monuments
Trois quartiers : La Poyat ; le Village ; le Bas.
À Ornacieux-le-Bas, se tient le « chemin de la Chapelle », qui sépare le coteau de la plaine d'Arzay-Bossieu. Cette chapelle, dont il reste quelques vestiges, est attribuée aux Templiers qui ont séjourné ici.
- Vestiges du château d'Ornacieux

Le château de Jean II de La Chambre est restauré au XVIe siècle.

## Personnalités liées à la commune
Bienheureuse Béatrix d'Ornacieux.
Imbert de Bathernay, seigneur d'Ornacieux.